# Countryballs
Countryballs (укр. Кантріболз, Країнокулі), також відомий як Polandball (укр. Полендбол) — інтернет-комікс, який уперше був створений користувачами розділу /INT/ німецького іміджборду Krautchan.net у другій половині 2009 року. Персонажами виступають різні країни, зображені у вигляді забарвлених в кольори національного прапора куль. Першим і найбільш відомим персонажем таких коміксів є Polandball, що виражає Польщу.

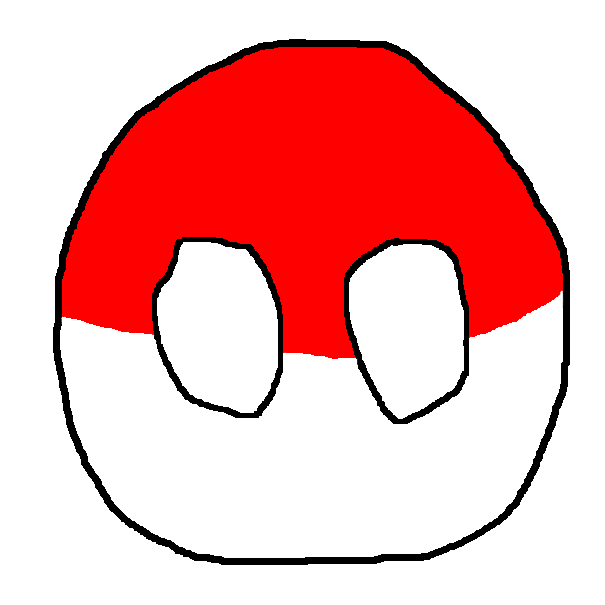
Polandball.

## Історія
Поява Polandball'а пов'язана з кібервійною між польськими користувачами Інтернету і рештою світу, що мала місце в серпні 2009 року на сайті drawball.com. Цей сервіс пропонує своїм відвідувачам віртуальне полотно у формі кулі, на якому можна малювати — причому можна малювати поверх малюнків, створених іншими. У польському інтернет-середовищі виникла ідея намалювати на кулі прапор Польщі, що і було здійснено силами тисяч поляків. Вони змогли захопити все полотно, розділивши його на білу і червону половини і написавши слово «POLSKA» посередині. Однак, тут втрутилися користувачі з іміджборду 4chan, і поверх польського малюнка була зображена гігантська свастика.
Часто Countryballs також позначають як Polandball, через головного героя багатьох коміксів.
Розділ /INT/ німецького іміджборду Krautchan.net має популярність серед великої кількості англомовних мережан з різних країн. Саме в цьому середовищі виник Countryballs: його авторство приписується Falco, британському користувачеві /INT/, який створив мем у вересні 2009 року за допомогою програми MS Paint. Спочатку мем був аполітичний і використовувався Falco з метою тролінгу поляка Wojak — ще одного користувача /INT/, який пише ламаною англійською. Незабаром після створення, мем був підхоплений російськими користувачами іміджборду, які з ентузіазмом почали малювати комікси про Countyballs.
Комікси про Countryballs набули в популярності після авіакатастрофи літака польського президента в квітні 2010 року. Типовими темами коміксів стали історія Польщі, зовнішня політика і національні стереотипи. Як правило, Polandball зображується в коміксах як персонаж із манією величі і національними комплексами. У діалогах між країнами-кулями в основному використовується ламана англійська та інтернет-сленг, що нагадує мем Lolcat. При зображенні Polandball'а польський прапор навмисно перевертається (верхня половина червона, нижня — біла), а в закінченні коміксів дуже часто Polandball плаче.

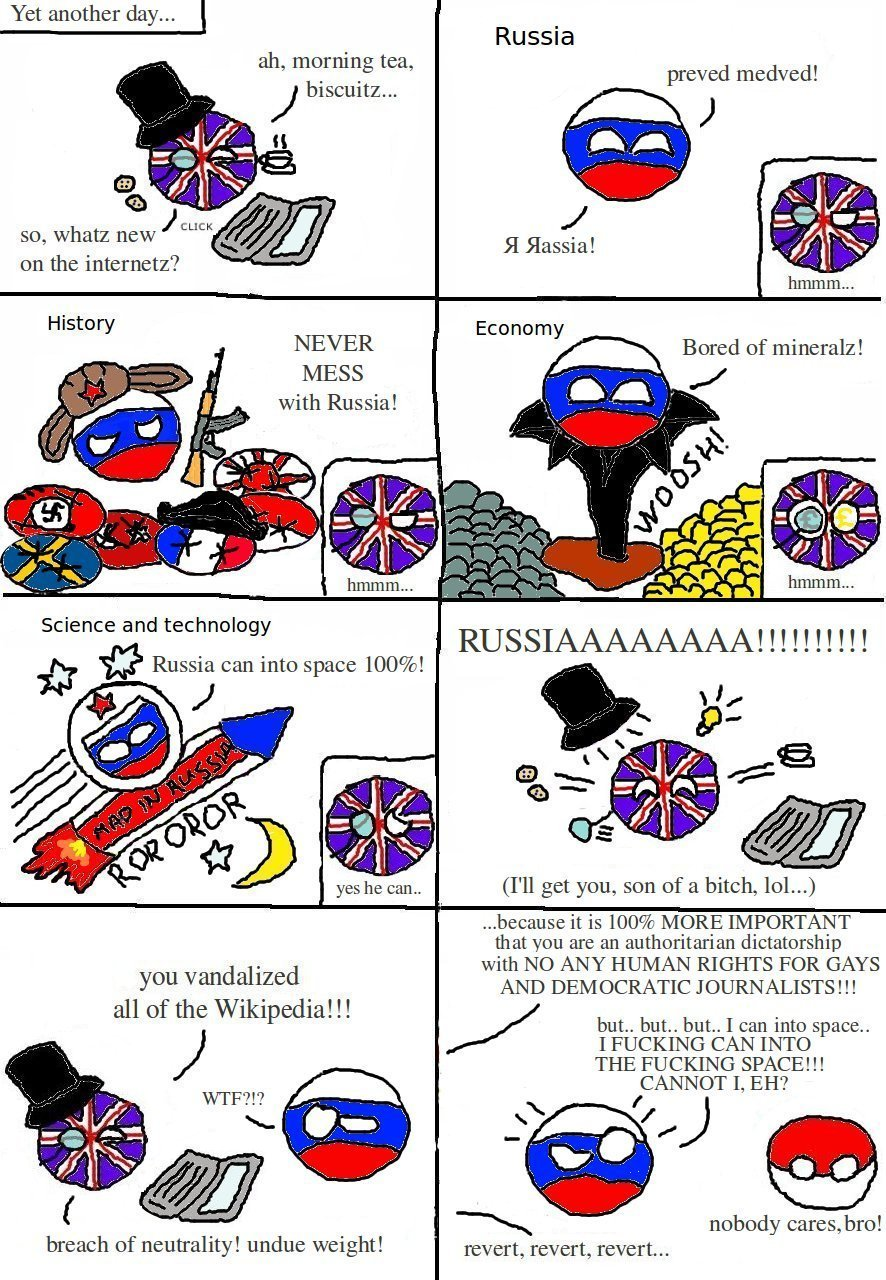
Комікс у стилі Polandball, що висміює Росію: Russiaball не може перейти у Вікіпедію, але може у космос.

Частина сюжетів Countryballs пов'язана з тим, що у Польщі немає своєї космічної програми і можливості виходу в космос. Так, один із найпопулярніших коміксів починається з того, що гігантський метеорит рухається до Землі і може спричинити її знищення, від чого всі країни з космічними технологіями залишають Землю і починають обертатися у вигляді куль на орбіті планети. І тільки Polandball залишається на Землі, і в кінці коміксу зі сльозами на очах виголошує канонічну фразу-мем ламаною англійською мовою: «Poland cannot into space» (Польща не може в космос). Вважається, що таким гумористичним способом російські користувачі поставили крапку в дискусії про те, яка країна більш просунута. В іншому коміксі сюжет ґрунтується на історико-політичній сатирі: Polandball вганяє інші країни-кулі в нудьгу своїми розповідями в стилі «So when we crushed Russia and the turks we were the biggest country in the world … and …» («І ось, коли ми розгромили Росію і турків, і ми були найбільшою у світі країною … і …») і інші країни починають сміятися над Polandball'ом. Розгніваний Polandball кричить «Kurwa!», і показує табличку з написом «Internet serious business» (Інтернет — це серйозно), що є інтернет-слоганом, що використовується в тих випадках, коли хтось хоче дорікнути іншим у нешанобливому ставленні до предмета дискусії. Знову ж, за домовленістю, комікс закінчується плачем Polandball'а.

## Канони Countryballs
За канонами Countryballs контури кулі, очей, прапори, герби і атрибути повинні малюватися без використання вбудованих в графічний редактор інструментів типу «лінія» «коло» і тому подібне. І без вставок фотографій з інтернету (прапори, герби).  Також неприйнятно у кулі наявність волосся, зіниць, ніг, рук, рота і в більшості випадків брів.  Є винятки, але вони відносяться до деяких країн: Казахстан (горизонтальна прямокутна фігура);  Польща (перевернутий прапор);  Чилі ( у вигляді черв'яка );  Ізраїль (кубічна фігура);  Непал (фігура прапора Непалу);  Сінгапур (трикутна фігура); Німецької імперії (вертикальний прямокутник) і так далі...

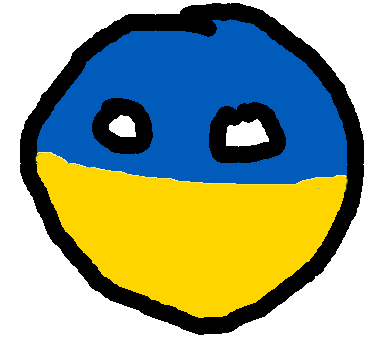
Ukraineball.

## Маппінг
За допомогою «Countryballs» в інтернеті став відомий тип анімації «Маппінг». Більшість подій відбуваються на карті світу або певної його частини. Зазвичай події відбуваються в минулому, в майбутньому або теперішньому часі. Автор контенту сам вирішує які події будуть відбуватися. 

## Див.також
- Countryballs
- Countryhumans

## Корисні лінки
- Polandball на сайті Dramatica.org.ua[недоступне посилання з серпня 2019]
- Колекція поландболів на сайті Dramatica.org.ua[недоступне посилання з вересня 2019]
- Polandball на сайті Knowyourmeme.com [Архівовано 6 січня 2019 у Wayback Machine.]
- Тред про Polandball на militaryphotos.net
- Ukraineball & Russiaball [Архівовано 3 липня 2013 у Wayback Machine.]